# Zalipie Dolne (gromada)
Zalipie Dolne (od 29 III 1962 Platerówka) – dawna gromada, czyli najmniejsza jednostka podziału terytorialnego Polskiej Rzeczypospolitej Ludowej w latach 1954–1972.
Gromady, z gromadzkimi radami narodowymi (GRN) jako organami władzy najniższego stopnia na wsi, funkcjonowały od reformy reorganizującej administrację wiejską przeprowadzonej jesienią 1954 do momentu ich zniesienia z dniem 1 stycznia 1973, tym samym wypierając organizację gminną w latach 1954–1972.
Gromadę Zalipie Dolne z siedzibą GRN w Zalipiu Dolnym (obecna nazwa to Platerówka) utworzono – jako jedną z 8759 gromad na obszarze Polski – w powiecie lubańskim w woj. wrocławskim, na mocy uchwały nr 19/54 WRN we Wrocławiu z dnia 2 października 1954. W skład jednostki weszły obszary dotychczasowych gromad Zalipie Dolne, Zalipie Górne i Przylasek ze zniesionej gminy Zalipie Dolne w tymże powiecie. Dla gromady ustalono 11 członków gromadzkiej rady narodowej.
31 grudnia 1961 do gromady Zalipie Dolne włączono wieś Włosień ze zniesionej gromady Włosień w tymże powiecie.
29 marca 1962 nazwę jednostki zmieniono z Zalipie Dolne na Platerówka.
1 stycznia 1970 do gromady Platerówka włączono obszar lasu o nazwie Lubański Wielki Las o powierzchni 717,43 ha z miasta Lubania w tymże powiecie.
Gromada przetrwała do końca 1972 roku, czyli do kolejnej reformy gminnej. 1 stycznia 1973 w powiecie lubańskim reaktywowano gminę Platerówka.